# 히메미야역
히메미야역(일본어: 姫宮駅, ひめみやえき)은 일본 사이타마현 미나미사이타마군 미야시로정에 있는 도부 철도 이세사키 선의 역이다. 역 번호는 TS 29이다.

## 역사
- 1927년 9월 1일: 영업 개시.
- 2001년 3월 13일: 교상역사화와 동시에 엘리베이터, 에스컬레이터의 사용 개시.
- 2011년 11월 11일: 발차 멜로디 도입.

## 역 구조
상대식 승강장 2면 2선의 지상역에서 교상 역사를 가진다. 교상 역사가 되기 전에는 개찰구가 동쪽 출입구(1번 승강장 쪽)에 불과했기 때문에 서쪽 출입구는 개찰 외의 과선교를 건너야 될 필요가 있었고 서쪽에서 2번 선 하행 승강장으로 갈 때는 개찰 외로 개찰 내 과선교를 2회 건너야만 했다.
한조몬 선과 도큐 덴엔토시 선 방면의 직통 열차는 준급행 운전 시간대의 아침과 심야에만 정차하므로 승강장 유효 길이는 10량이다.

### 승강장
| 번호 | 노선                 | 방향 | 행선 |
| ---- | -------------------- | ---- | --- |
| 1    | 도부 스카이트리 라인 | 상행 | 가스카베・기타센주・도쿄 스카이트리・아사쿠사・ 히비야 선 나카메구로・ 한조몬 선 시부야・ 도큐 덴엔토시 선 주오린칸 방면 |
| 2    | 도부 스카이트리 라인 | 하행 | 도부 도부쓰코엔・ 이세사키 선 구키・ 닛코 선 미나미쿠리하시 방면                                                         |

## 역 주변
- 사이타마 현립 미야시로 고등학교
- 니시코인
- 고샤 신사
- 미야시로 히메미야 우체국
- 미야시로 정립 향토 자료관
- 사이타마 현도 85호 가스카베쿠키 선
- 히메미야 신사
- 미나미쿠리하시 차량 관구 가스카베 지소(옛, 가스카베 검수구)
- 오토시후루토네 강

## 사진

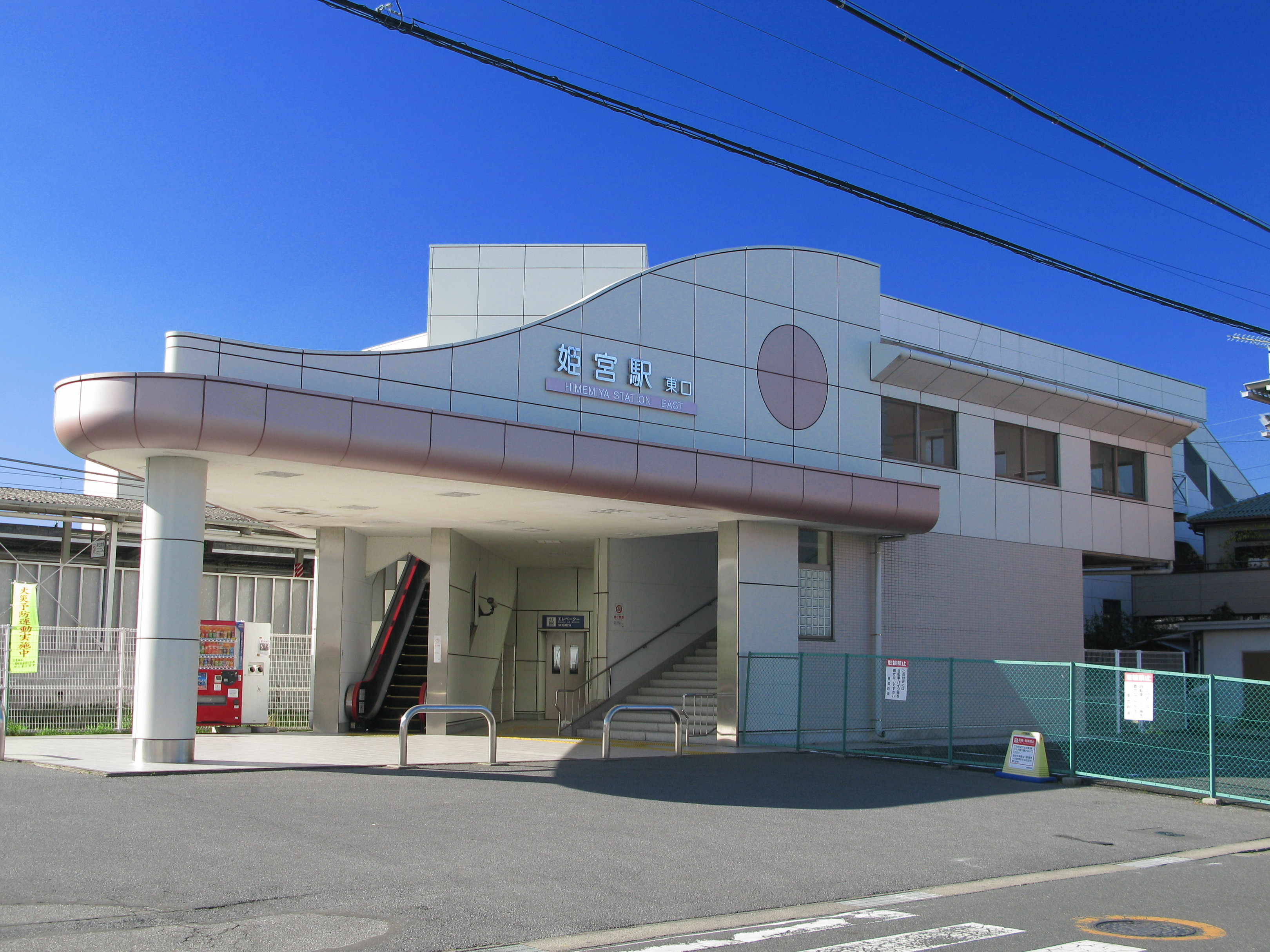
동쪽 출입구

## 인접역
| 도부 철도 이세사키 선(도부 스카이트리 라인) | 도부 철도 이세사키 선(도부 스카이트리 라인) | 도부 철도 이세사키 선(도부 스카이트리 라인) |
| ------------------------------------------- | ------------------------------------------- | ------------------------------------------- |
| TS 28 가스카베 아사쿠사 방면                | ■ 준급 ■ 구간 준급 ■ 보통                   | 도부 도부쓰코엔 TS 30 도부 도부쓰코엔 방면  |